# Lake Mack-Forest Hills
Lake Mack-Forest Hills ist  ein census-designated place (CDP) im Lake County im US-Bundesstaat Florida. Das U.S. Census Bureau hat bei der Volkszählung 2020 eine Einwohnerzahl von 992 ermittelt. 

## Geographie
Lake Mack-Forest Hills grenzt im Nordwesten an den Ocala National Forest und liegt rund 40 km nordöstlich von Tavares sowie etwa 60 km nördlich von Orlando. Der CDP wird von der Florida State Road 44 tangiert.

## Demographische Daten
Laut der Volkszählung 2010 verteilten sich die damaligen 1010 Einwohner auf 447 Haushalte. Die Bevölkerungsdichte lag bei 82,1 Einw./km². 95,0 % der Bevölkerung bezeichneten sich als Weiße, 0,6 % als Afroamerikaner, 0,5 % als Indianer und 0,2 % als Asian Americans. 2,8 % gaben die Angehörigkeit zu einer anderen Ethnie und 0,9 % zu mehreren Ethnien an. 4,8 % der Bevölkerung bestand aus Hispanics oder Latinos.
Im Jahr 2010 lebten in 25,7 % aller Haushalte Kinder unter 18 Jahren sowie 37,0 % aller Haushalte Personen mit mindestens 65 Jahren. 61,7 % der Haushalte waren Familienhaushalte (bestehend aus verheirateten Paaren mit oder ohne Nachkommen bzw. einem Elternteil mit Nachkomme). Die durchschnittliche Größe eines Haushalts lag bei 2,49 Personen und die durchschnittliche Familiengröße bei 3,00 Personen.
23,7 % der Bevölkerung waren jünger als 20 Jahre, 20,6 % waren 20 bis 39 Jahre alt, 29,9 % waren 40 bis 59 Jahre alt und 25,5 % waren mindestens 60 Jahre alt. Das mittlere Alter betrug 44 Jahre. 50,3 % der Bevölkerung waren männlich und 49,7 % weiblich.
Das durchschnittliche Jahreseinkommen lag bei 30.833 $, dabei lebten 16,7 % der Bevölkerung unter der Armutsgrenze.
Im Jahr 2000 war Englisch die Muttersprache von 100 % der Bevölkerung.